# Jezioro Błękitne (Polska)
Jezioro Błękitne inaczej zwane Łazduny, jezioro w Polsce położone na szlaku miejscowości Odoje i Ublik w gminie Orzysz, powiat piski, województwo warmińsko-mazurskie, na północny zachód od Jeziora Przylesie.

## Charakterystyka
Ma charakter jeziora mezotroficznego. Występują w nim tzw. podwodne łąki ramienicowe. Wzdłuż północnego brzegu jeziora powstał niewielki wąwóz. Krawędzie jego tworzą odkrywkę geologiczną, odsłaniającą gliny zwałowe, z wyraźną domieszką żwiru i kamieni. Natomiast zbocza wąwozu tworzą osobliwy gatunek roślin, takich jak: przylaszczka pospolita, jastrzębiec Lachenala i gruszyczka jednostronna. Wzdłuż brzegu jeziora biegnie szlak rowerowy tzw. "Szwajcaria Orzyska".

## Przyroda
W jeziorze bytuje sielawa i duże egzemplarze okonia.